# 曲同豐
曲同丰（1873年—1929年3月9日），字伟卿，后改伟青，山东省福山县（今烟台市福山区）人，清朝及中华民国军事将领。

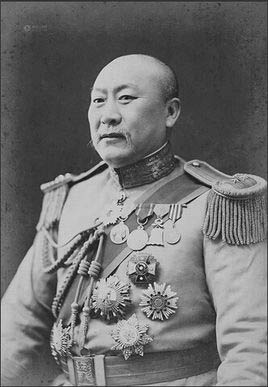

## 生平

### 从北洋水师到云南新军
16岁时，曲同丰投笔从戎，投泰安舰学习轮机驾驶。后调北洋水师镇远舰任二等轮机员。中日甲午海战中，定远舰遭炮击起火，曲同丰落水后被救起。战争结束后，曲同丰投袁世凯，入天津武备学堂。 1898年（光绪二十四年），曲同丰考上清政府官费生，留学日本振武学校。1903年12月，入日本陆军士官学校第三期步兵科，1904年毕业。
归国后，自1907年起，曲同丰任北洋陆军速成学堂、北洋将弁学堂教练官。后升任北洋学堂武学科科长、陆军部军官学堂监督。1910年，经段祺瑞保荐，曲同丰任陆军第十九镇第七十四标统带，驻云南，不久升第三十八协统领，实授陆军协都统衔，赠封典三代。

### 爱国将领
1911年10月武昌起义爆发以后，曲同丰在云南大理举行反清起义，被推举为革命军军务部部长兼第二师师长。同年11月，蔡锷通电中国各省，倡议共同推举曲同丰为北洋招抚使。此后不久，曲同丰离开云南赴上海，拜见孙中山。1912年南京临时政府成立后，曲同丰被任命为北洋招抚使。1912年初，曲同丰辞去北洋招抚使一职，被北京政府陆军总长段祺瑞任命为将校研究所所长。1912年夏，烟台军政府都督胡瑛引退，当地民军失去领导人，曲同丰被段祺瑞任命为“办理登烟岛整顿军队并发饷及善后事宜”。完成任务后，曲同丰获北京政府赠勋五位，授陆军少将衔，并任命为“总理烟登黄军队管理民政外交事务”。
1913年，曲同丰作为军事参赞视察蒙边。同年8月，曲同丰接替蒋方震任保定陆军军官学校校长，并兼任将军府参军。
1915年春，袁世凯承认“二十一条”。保定陆军军官学校学生罢课反对二十一条，曲同丰通电全中国表示愿率该校师生作战，为政府的后盾，乃遭北京政府褫夺军职。1916年6月袁世凯去世后，曲同丰恢复少将军衔及职务。同年7月，国务总理段祺瑞任命曲同丰为山东军务会办，赠勋四位，授陆军中将。

### “四大金刚”之一
1917年春，府院之争发生，曲同丰拥护国务总理段祺瑞，反对大总统黎元洪，遂和徐树铮、靳云鹏、 傅良佐号称段祺瑞的“四大金刚”。同年8月，曲同丰个人组织了伟青矿务公司，开采热河阜新煤矿，后以200万元将该矿转售予日本三井洋行。后来，他还在烟台西北部开采铝矿，将采得的矿石均售予日本。
1920年7月初，直系同皖系斗争升级，段祺瑞成立定国军，曲同丰任第二路司令兼前敌司令。7月16日直皖战争爆发，曲同丰任定国军西路司令，率所部于直隶高碑店地区同直军作战。7月17日，因所部第二旅发生哗变，部队溃散，曲同丰遭直军曹锟部俘虏并扣押解职。
1922年，曲同丰获释。此后，曲同丰赴上海、浙江、广东，在广州会见孙中山。孙中山命曲同丰召集旧部讨伐曹锟、吴佩孚，并向其颁发了“北洋招讨使”的委任状，但他辞未就任。后来曲同丰北返，代表段祺瑞同孙中山所派代表叶恭绰先后赴奉天会见奉系首领张作霖，订合作反直协议，反直三角同盟形成。
1924年9月，第二次直奉战争爆发。同年10月，冯玉祥等人发动北京政变。段祺瑞获得冯玉祥、张作霖支持，在北京成立临时执政府。曲同丰任执政府军事参议，升陆军上将。1925年春，曲同丰任执政府军事善后委员会委员。同年7月底，兼任航空署署长。
1926年春，段祺瑞执政府遭国民军鹿钟麟部推翻，曲同丰逃到天津。不久，曲同丰应张宗昌的邀请，到济南任直鲁联军军事实习所所长兼将校实习学校校长。1928年春，直鲁联军被国民革命军击败，曲同丰赴天津闲居。
1929年3月9日，曲同丰在天津日租界小松道2号住所内遭到暴徒枪击，当场身亡。

## 荣誉

### 中华民国勋章奖章
- 一等文虎章（1919年10月15日批准[2]）